# Black Shark 5
Black Shark 5 та Black Shark 5 Pro — ігрові смартфони, розроблені Black Shark, дочірньою компанією Xiaomi. Були представлені 30 березня 2022 року разом із Black Shark 5 RS.

## Дизайн
Задня панель та екран виконані зі скла. Бокова частина виконана з алюмінію.
Знизу розміщені роз'єм USB-C, динамік, мікрофон та слот під 2 SIM-картки. Зверху розташований другий динамік та мікрофон. З лівого боку розміщені кнопки регулювання гучності та другий мікрофон. З правого боку розміщені кнопка блокування смартфона, механічні спускові гачки та повзунки для їх активації. На задній панелі розташований логотип Black Shark, RGB-підсвітлення та блок потрійної камери з LED спалахом.
Black Shark 5 продається в 3 кольорах: Mirror Black (чорний), Explorer Grey (сірий) та Dawn White білому.
Black Shark 5 Pro продається в кольорах: Stellar Black (чорний) та Nebula White (білий).

## Технічні характеристики

### Платформа
Black Shark 5, як і попередник, отримав процесор Qualcomm Snapdragon 870 та графічний процесор Adreno 650.
Black Shark 5 Pro отримав процесор Qualcomm Snapdragon 8 Gen 1 та графічний процесор Adreno 730.

### Батарея
Батарея отримала об'єм 4650 мА·год та підтримку 120-ватної швидкої зарядки.

### Камера
Black Shark 5 отримав основну потрійну камеру 64 Мп, f/1.79 (ширококутний) + 13 Мп, f/2.4 (ультраширококутний) + 5 Мп, f/2.4 (телемакро) з фазовим автофокусом та здатністю запису відео в роздільній здатності 4K@60fps.
Black Shark 5 Pro отримали основну потрійну камеру 108 Мп, f/1.75 (ширококутний) + 13 Мп, f/2.4 (ультраширококутний) + 5 Мп, f/2.4 (телемакро) з фазовим автофокусом та здатністю запису відео в роздільній здатності 4K@60fps.
Обидві моделі отримали фронтальну камеру на 16 Мп (ширококутний), яка вміє записувати відео в роздільній здатності 1080p@30fps.

### Екран
Екран у Black Shark 5 типу AMOLED, а Black Shark 5 Pro — OLED, 6.67", FullHD+ (2400 × 1080) зі щільністю пікселів 395 ppi, співвідношенням сторін 20:9, частотою оновлення екрану 144 Гц та круглим вирізом під фронтальну камеру, що розміщений зверху в центрі. Також Black Shark 5 Pro підтримує технологію HDR10+.

### Пам'ять
Black Shark 5 продається в комплектаціях 8/128, 12/128 та 12/256 ГБ.
Black Shark 5 Pro продається в комплектаціях 8/256, 12/256 та 16/512 ГБ.

### Програмне забезпечення
Пристрої були випущені на зміненій версії MIUI 13 під назвою JOYUI 13 на базі Android 12.